# Tara (Kolašin)
Pour les articles homonymes, voir Tara.
Tara (en serbe cyrillique : Тара) est un village du centre du Monténégro, dans la municipalité de Kolašin.

## Démographie

### Évolution historique de la population
| 1948 | 1953 | 1961 | 1971 | 1981 | 1991 | 2003 |
| ---- | ---- | ---- | ---- | ---- | ---- | ---- |
| 77   | 68   | 65   | 52   | 30   | 46   | 36   |